# Storkau (Elbe)
Storkau (Elbe) ist eine Ortschaft ein Ortsteil der Stadt Tangermünde im Landkreis Stendal in Sachsen-Anhalt.

## Geographie

### Lage
Storkau, ein Straßendorf mit Kirche, liegt etwa 8 Kilometer nördlich von Tangermünde am Elberadweg im Biosphärenreservat Mittelelbe im Osten der Altmark am linken Ufer der Elbe, wo das Fauna-Flora-Habitat-Gebiet „Elbaue zwischen Sandau und Schönhausen“ beginnt.

### Ortschaftsgliederung
Die Ortschaft Storkau (Elbe) besteht aus dem gleichnamigen Ortsteil mit dem Dorf Storkau (Elbe) und aus dem Ortsteil Billberge.

## Geschichte

### Mittelalter bis Neuzeit

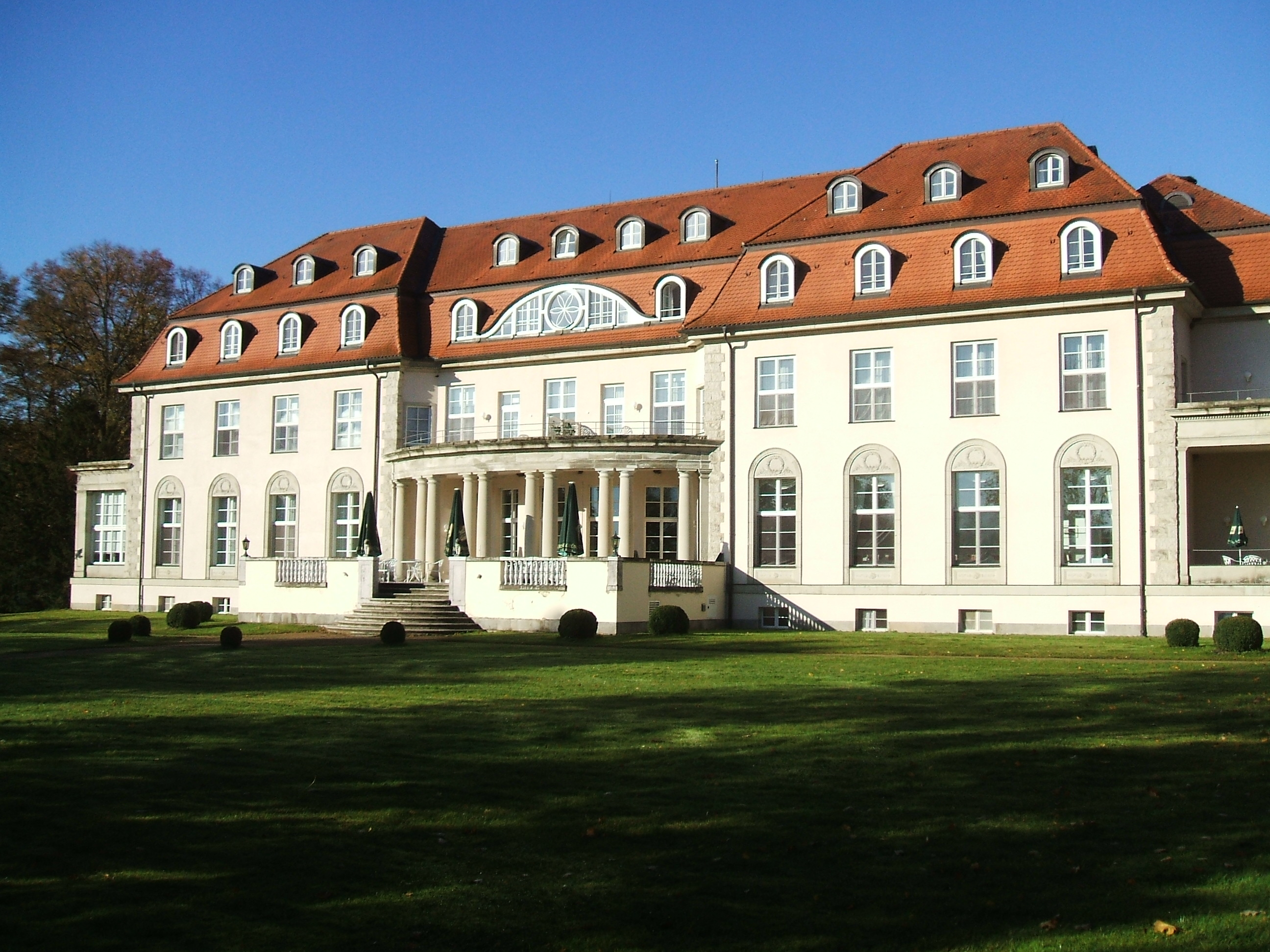
Schloss Storkau

Im Jahre 1209 wurde ein Heinricus de Storkowe in Tangermünde als Zeuge genannt.
Die erste Erwähnung des Ortes stammt aus dem Jahre 1334 als Storkow, als Markgraf Ludwig dem Ritter Zilling Hebungen (Einkünfte) an einigen altmärkischen Dörfern verlieh. 1337 wurde das Dorf als Storkowe erwähnt, als Markgraf Ludwig den Gerhard von Arneburg mit dem Dorf und einem Hof belehnte. 1427 wurde Ortel von Zehmen (Czemyn) mit dem ganzen Ort belehnt. Der kurfürstlich-brandenburgische Rat war 1425 bereits Besitzer des Gutes Storkau/Tangermünde. Seit 1416 war er Schreiber des Markgrafen, ab 1438 Vogt und Amtmann sowie 1441 Hofrichter der Altmark. Weitere Nennungen des Ortes sind 1540 Storckow, 1687 Storckow und 1804 Dorf und Gut Storkau oder Storkow.
Anfang des 19. Jahrhunderts war auf dem Gut ein Herrenhaus als zweigeschossiger schlichter Putzbau errichtet worden, später Gutshaus genannt. Das Gut war von 1863 bis 1910 oder 1911 in Besitz der Familie Himburg. Danach kaufte Leon von Guaita das Gut Storkau und ließ 1912 bis 1914 neben dem Gutshof ein neues Schloss errichten. Ab 1929 bis 1945 gehörte das Gut der Familie Korfes. 1937 hatten sie Gut und Schloss getrennt und das Schloss an den Reichsarbeitsdienst verkauft. Das Schloss diente ab Ende der 1930er Jahre der Ausbildung von Führerinnen des Reichsarbeitsdienstes.
Bei der Bodenreform wurden Besitzungen enteignet, darunter das Rittergut Storkau mit einer Fläche von 120 Hektar, davon wurden 144 Hektar auf 28 Siedler aufgeteilt.
1945 wurde das Schloss zur Unterkunft für Spätheimkehrer. 1950 erfolgte die Nutzung des Schlosses als Krankenhaus und Sanatorium, in diesem Zusammenhang entstehen Folgebauten wie eine Liegehalle, Chefarzthaus, heute eine Villa und das Schwesternheim heute ein Personalhaus. Ab 1970 diente das Schloss als Schwesternschule. Die regelmäßige Parkpflege wurde eingestellt. 1992 erwarben die jetzigen Eigentümern das Schloss, die es anschließend restaurierten und zu einem Schlosshotel umbauten mit zugehörigen Wegen, Parkplätzen, Rasenflächen und Springbrunnen.
Das 1995 eröffnete Vier-Sterne-Hotel Schloss Storkau wird auch als Schulungsakademie der Verwaltungs-Berufsgenossenschaft (VBG) genutzt.

### Archäologie
Im Landesmuseum für Vorgeschichte (Halle) ist eine Marmorkette der Rössener Kultur aus Storkau (Elbe) ausgestellt.
In den Jahren 1981 konnten bei Grabungen am Mühlenberg eine Aunjetitzer Körperbestattung und eine Urnenbestattung aus der jüngeren Bronzezeit geborgen werden, die im Altmärkischen Museum in Stendal aufbewahrt werden.

### Herkunft des Ortsnamens
Heinrich Sültmann meint der Name 1334 storkow, 1337 storkowe, 1440 storckow stammt vom slawischen „store“ für „der Alte“.

### Eingemeindungen
Ursprünglich gehörte das Dorf Storkau zum Arneburgischen Kreis der Mark Brandenburg in der Altmark. Zwischen 1807 und 1813 lag es im Kanton Arneburg auf dem Territorium des napoleonischen Königreichs Westphalen. Nach weiteren Änderungen gehörte die Gemeinde ab 1816 zum Kreis Stendal, dem späteren Landkreis Stendal. Ab 25. Juli 1952 gehörte die Gemeinde zum Kreis Stendal. Schließlich kam sie am 1. Juli 1994 zum heutigen Landkreis Stendal.
Am 30. September 1928 wurden die Landgemeinde Storkau und der Gutsbezirk Storkau mit dem Gutsbezirk Billberge zu einer Landgemeinde Storkau zusammengelegt.
Storkau gehörte bis 2006 der Verwaltungsgemeinschaft Arneburg-Goldbeck an und wechselte zum 12. Januar 2006 in die Verwaltungsgemeinschaft Tangermünde. Bis zum 31. Dezember 2009 war Storkau eine selbständige Gemeinde mit dem zugehörigen Ortsteil Billberge. Durch einen Gebietsänderungsvertrag beschloss der Storkauer Gemeinderat am 9. Juni 2009 die Eingemeindung nach Tangermünde zum 1. Januar 2010. Storkau und Billberge sind seitdem Ortsteile die zur Ortschaft Storkau gehören und die von einem gemeinsamen Ortschaftsrat vertreten werden, der aus anfangs neun Mitgliedern bestand, einschließlich Ortsbürgermeister.
Bereits 2019 hatte der Rat nur noch fünf Mitglieder, so wie auch 2024.

### Einwohnerentwicklung
| Jahr         | 1734 | 1772 | 1790 | 1798 | 1801 | 1818 | 1840 | 1864 | 1871 | 1885 | 1892 | 1895 | 1900 | 1905 |
| Dorf Storkau | 64   | 38   | 129  | 76   | 142  | 118  | 167  | 172  | 147  | 104  | 166  | 119  | 193  | 90   |
| Gut Storkau  |      |      |      | 69   |      |      |      |      | 047  | 062  |      | 049  |      | 71   |

| Jahr | Einwohner |
| ---- | --------- |
| 1910 | [00]145   |
| 1925 | 309       |
| 1939 | 274       |
| 1946 | 498       |
| 1964 | 368       |
| 1971 | 263       |

| Jahr | Einwohner |
| ---- | --------- |
| 1981 | 208       |
| 1993 | 187       |
| 2000 | [00]192   |
| 2006 | 164       |
| 2010 | [0]129    |
| 2014 | [00]152   |

| Jahr | Einwohner |
| ---- | --------- |
| 2015 | [00]144   |
| 2019 | [00]105   |
| 2021 | [00]110   |
| 2022 | [0]115    |
| 2023 | [0]121    |

Quelle, wenn nicht angegeben bis 2006: mit Billberge: 2000 bis 2015, ab 2022

## Religion
- Die evangelische Kirchengemeinde Storkau, die früher zur Pfarrei Staffelde gehörte,[26] wird heute betreut vom Pfarrbereich St. Jacobi in Stendal im Kirchenkreis Stendal im Bischofssprengel Magdeburg der Evangelischen Kirche in Mitteldeutschland.[27] Die ältesten überlieferten Kirchenbücher für Storkau stammen aus dem Jahre 1732.[28] Andere Quellen geben das Jahr 1679 an.[12]
- Die katholischen Christen gehören zur Pfarrei St. Anna in Stendal im Dekanat Stendal im Bistum Magdeburg.[29]

## Politik

### Ortsbürgermeisterin
Seit der Wahl im Jahre 2019 bis Juni 2024 war Nadine Augustin-Pfeiffer Ortsbürgermeisterin der Ortschaft.
Letzte ehrenamtliche Bürgermeisterin der Gemeinde Storkau (Elbe) war Sabine Augustin.

### Ortschaftsrat
Bei der Ortschaftsratswahl am 9. Juni 2024 traten zwei Bewerbergruppen für die 5 Sitze an:
- „Freie Wählergemeinschaft Storkau (Elbe)“ (147 Stimmen = 67,12 % = 3 Sitze)
- Einzelbewerberin Lorenz (72 Stimmen = 32,88 % = 1 Sitz)

Aufgrund der Stimmenverteilung konnten nur 4 von 5 Sitzen vergeben werden. Gewählt wurden 1 Ortschaftsrätin und 3 Räte. Von 102 Wahlberechtigten hatten 74 ihre Stimme abgegeben, die Wahlbeteiligung betrug damit 72,45 Prozent.

## Kultur und Sehenswürdigkeiten

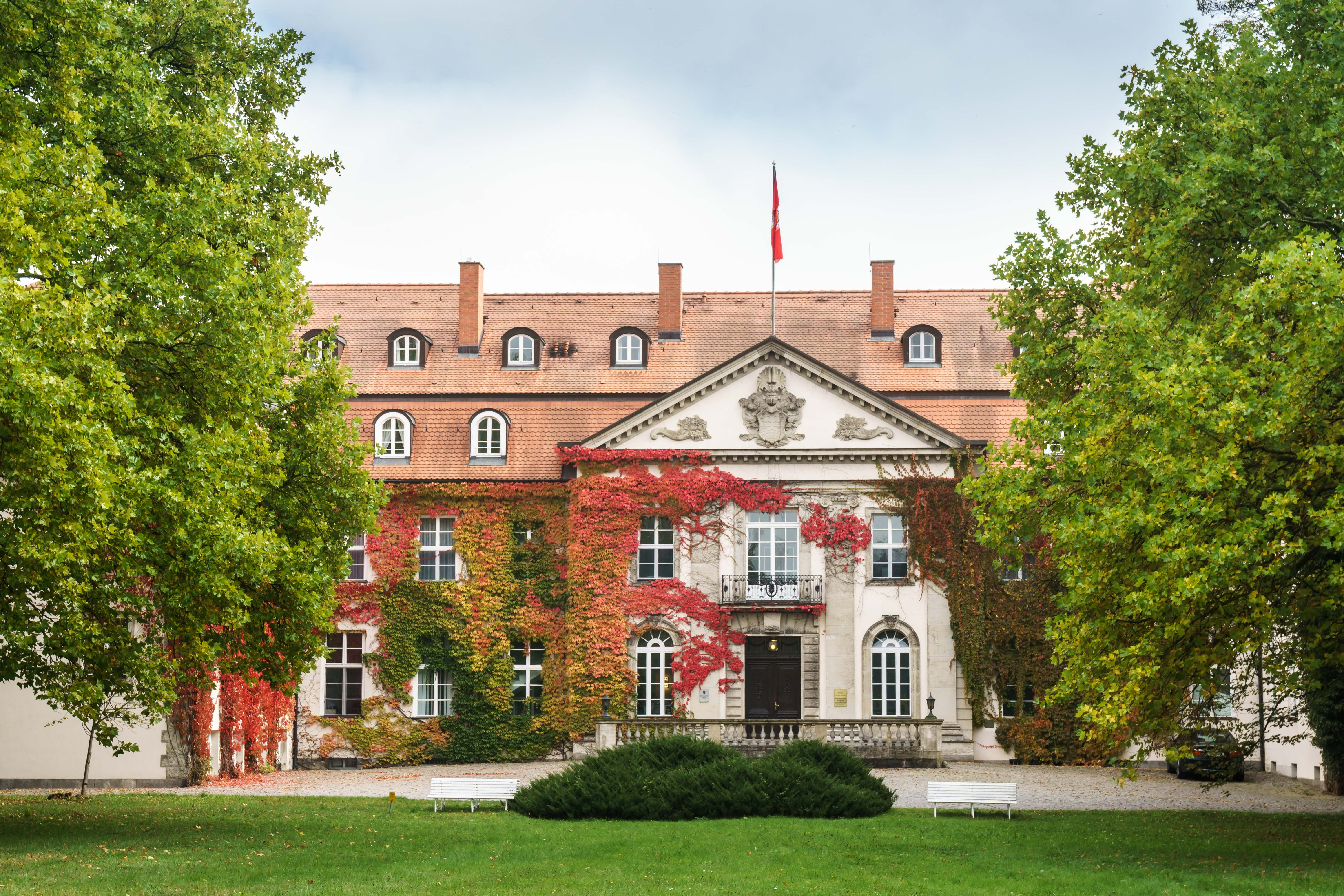
Schloss

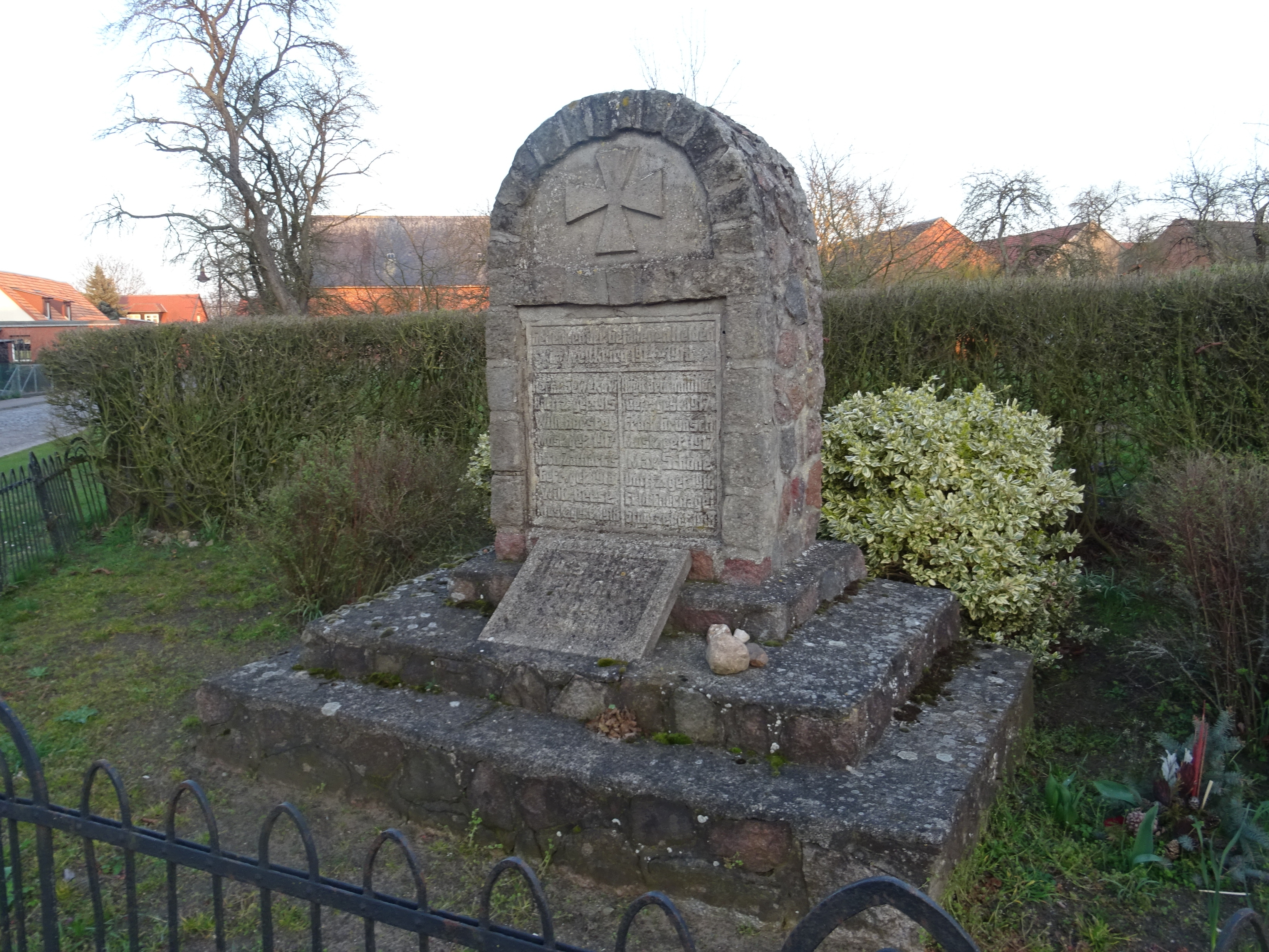
Kriegerdenkmal

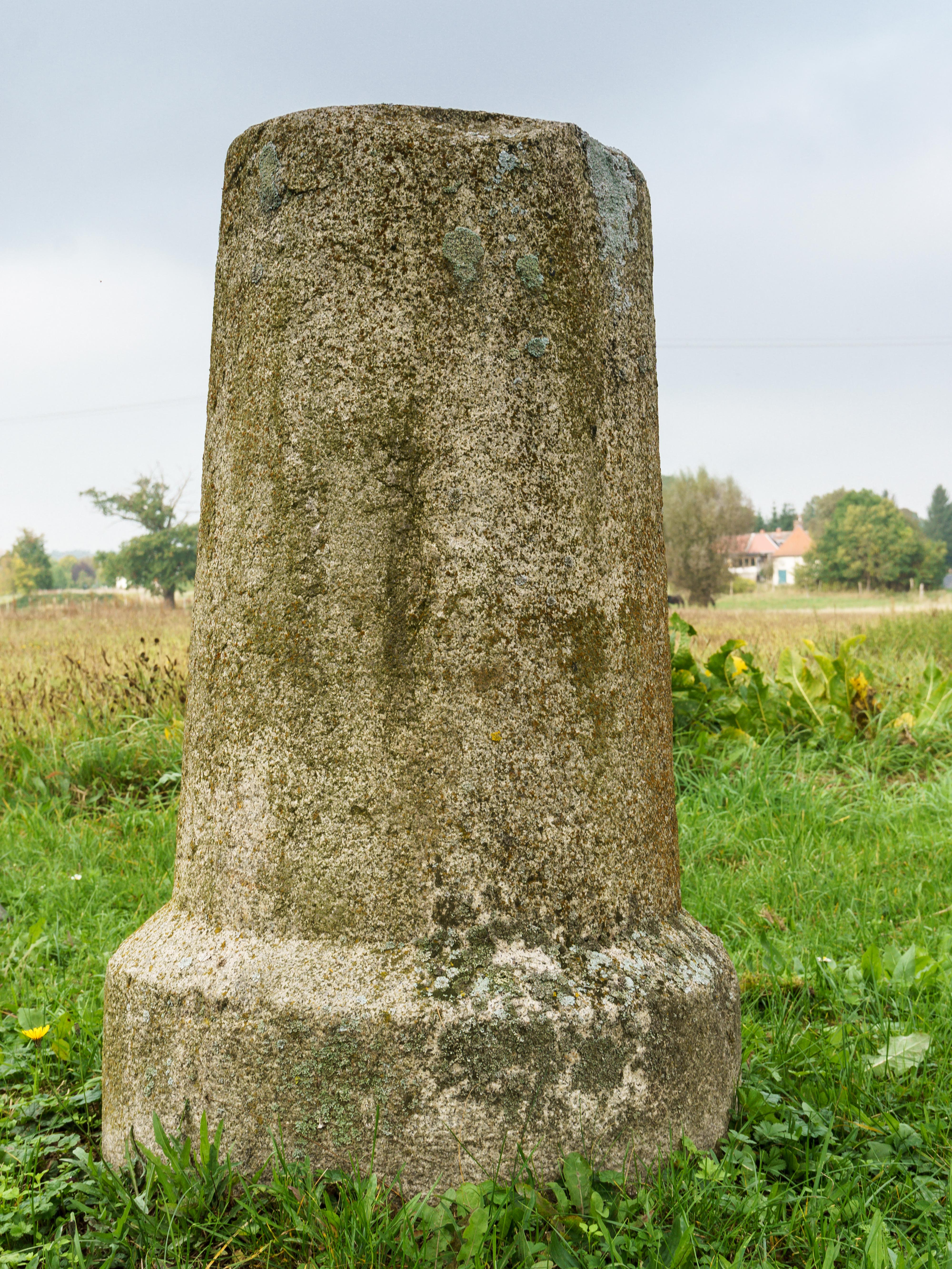
Meilenstein am Stendaler Weg

- Die evangelische Dorfkirche Storkau ist ein vielfach umgebauter Backsteinbau. Der älteste Teil ist das aus Feldsteinen errichtete Erdgeschoss des Turmes, das wohl aus der zweiten Hälfte des 12. Jahrhunderts stammt. Die Kirche wurden in der Franzosenzeit zwischen 1807 und 1813 als Schanze benutzt und dabei völlig ruiniert. Bei der Erneuerung wurden die 20 Schießscharten vermauert. Der barocke Kanzelaltar wurde 1968 restauriert.[33] Bemerkenswert sind die Grabsteine in der Kirche, darunter der von Hans Georg Woldeck von Arneburg mit einer Schriftplatte.[34]
- Schloss Storkau wurde 1912 bis 1914 im Stil des Neoklassizismus errichtet.
- Der „Storkau – Schlosspark“ ist seit 1971 ein geschützter Park aufgrund seines Baumbestandes.[4]
- Das Naturdenkmal „Kastanienallee Storkau“ steht seit 1976 und die „Stieleiche Storkau Feldmark“ seit 1937 unter Schutz.
- An einer Straßenkreuzung in Storkau steht ein Denkmal für die Gefallenen des Ersten und Zweiten Weltkrieges.[35]

## Verkehr
Es verkehren Linienbusse und Rufbusse von stendalbus.
Der nächstgelegene Bahnhof befindet sich in Hämerten an der Bahnstrecke Stendal–Rathenow, etwa drei Kilometer südwestlich gelegen. Storkau ist über Landstraßen mit den umliegenden Städten Stendal, Tangermünde und Arneburg verbunden. Fünf Kilometer südlich von Storkau verläuft die Bundesstraße 188, die sich hier in etwa parallel zur Bahnstrecke befindet.

## Sport
Storkau gehört zu den Altmärkischen Wandernestern, die im Altmärkischen Wanderverein organisiert sind.